# Антонелла Алонсо
Антонелла Алонсо (нар. 9 червня 1990), відома під псевдонімом LaSirena69 — венесуельська порноакторка.

## Біографія
Народилася в Баруті. Вивчала соціальні комунікації протягом кількох семестрів в Університеті Санта-Марія. Полишила навчання, щоб вивчати рекламу в Інституті нових професій (ісп. Instituto Nuevas Profesiones) в Лас-Мерседес.
Написала дипломну роботу з гуманітарних наук, присвячену темі гейш, й протягом двох років диверсифікованого циклу написала роботу «Наближення концепції жінки до розуміння гейші», в якій йшлося про жінок у проституції, від гетаїр Стародавньої Греції та японських гейш до сучасної проституції. 
У березні 2015 року емігрувала до Маямі, де прожила три роки, та після кількох звільнень з роботи за публікацію своїх еротичних фотографій у соціальних мережах, почала продавати їх. Через півтора року переїхала до Лос-Анджелеса, де познайомилася з порнозіркою, яка познайомила її з порноіндустрією.
У 2020 році була номінована в категорії «Найкраща нова зірка» премії AVN Awards і в категорії «Найпопулярніша жінка-новачок» третього видання премії PornHub Awards. У лютому 2021 року була названа «Улюбленицею місяця» за версією порножурналу Penthouse. Отримала нагороду AVN в категорії «Найкраще жіноче одкровення». Вона з'являлася на обкладинках таких журналів, як UB Magazine, і позувала для таких фотографів, як Майк Охрангутанг.
Станом на 2021 рік знімалася в Лос-Анджелесі, штат Каліфорнія.